# 11 مارس
- السبت
- الأحد
- الاثنين
- الثلاثاء
- الأربعاء
- الخميس
- الجمعة

- 11 رمضان 1446  هـ
- 22 رمضان 1446  هـ
- 33 رمضان 1446  هـ
- 44 رمضان 1446  هـ
- 55 رمضان 1446  هـ
- 66 رمضان 1446  هـ
- 77 رمضان 1446  هـ
- 88 رمضان 1446  هـ
- 99 رمضان 1446  هـ
- 1010 رمضان 1446  هـ
- 1111 رمضان 1446  هـ
- 1212 رمضان 1446  هـ
- 1313 رمضان 1446  هـ
- 1414 رمضان 1446  هـ
- 1515 رمضان 1446  هـ
- 1616 رمضان 1446  هـ
- 1717 رمضان 1446  هـ
- 1818 رمضان 1446  هـ
- 1919 رمضان 1446  هـ
- 2020 رمضان 1446  هـ
- 2121 رمضان 1446  هـ
- 2222 رمضان 1446  هـ
- 2323 رمضان 1446  هـ
- 2424 رمضان 1446  هـ
- 2525 رمضان 1446  هـ
- 2626 رمضان 1446  هـ
- 2727 رمضان 1446  هـ
- 2828 رمضان 1446  هـ
- 2929 رمضان 1446  هـ
- 301 شوال 1446  هـ
- 312 شوال 1446  هـ
- 13 شوال 1446  هـ
- 24 شوال 1446  هـ
- 35 شوال 1446  هـ
- 46 شوال 1446  هـ

11 مارس أو 11 آذار أو يوم 11 \ 3 (اليوم الحادي عشر من الشهر الثالث) هو اليوم السبعون (70) من السنة البسيطة، أو اليوم الحادي والسبعون (71) من السنوات الكبيسة وفقًا للتقويم الميلادي الغربي (الغريغوري). يبقى بعده 295 يوما لانتهاء السنة.

## أحداث
- 222 - اغتيال الإمبراطور إيل جبل جنبا إلى جنب مع والدته جوليا، من قبل الحرس الإمبراطوري خلال التمرد، وسحل جثتيهما المشوهة في شوارع روما قبل أن يلقى بهم في نهر التيبر.
- 1922 - وقوع مجزرة ذي قار والتي قتل فيها 700 شخص بعد هجوم لأتباع ابن سعود على العشائر العراقية الساكنة في جنوب ذي قار.
- 1970 - التوقيع على اتفاقية الحكم الذاتي للأكراد بين الحكومة العراقية والأكراد، وهو الاتفاق الذي عرف باتفاق 11 آذار والقاضي بحق الأكراد في الحكم الذاتي، وقد وقع صدام حسين عن الحكومة العراقية والملا مصطفى البارزاني عن المقاتلين الأكراد.
- 1971 - قائد مجموعة «آل هار هاشم» جرشون سلمون يقوم بقيادة مجموعة من الطلاب اليهود المتعصبين بمحاولة تأدية الشعائر اليهودية في المسجد الأقصى، وأدت المحاولة إلى حدوث اضطرابات في القدس.
- 1978 - حركة فتح الفلسطينية تنفذ عملية كمال عدوان الفدائية بقيادة دلال المغربي، التي أسفرت عن مصرع 40 إسرائيليًا، وأدت إلى قيام إسرائيل بعد ثلاثة أيام باجتياح جنوب لبنان بما عرف باسم عملية الليطاني.
- 1985 - ميخائيل غورباتشوف يتسلم قيادة الحزب الشيوعي السوفييتي.
- 1990 - البرلمان الليتواني يعلن الاستقلال عن الاتحاد السوفيتي.
- 1996 - انتخاب جون هاوارد رئيسًا لوزراء أستراليا.
- 1997 - انفجار خفيف في محطة نووية في اليابان يعرض 40 عاملًا لإشعاعات نووية خفيفة.
- 2004 - انفجار في قطار إسباني في مدريد يودي بحياة 190 شخصاً وإصابة 1800، وهو من أسوأ الأعمال الإرهابية التي أصابت إسبانيا، وتحملت ما يسمى «كتائب أبي الحفص المصري» مسؤولية التفجير في رسالة إلكترونية إلى جريدة القدس العربي، ووجدت الشرطة تسجيلاً «لأبي دجانة الأفغاني» قريباً من مكان الانفجار.
- 2009 -
  - الرئيس الفرنسي نيكولا ساركوزي يعلن عودة فرنسا إلى قيادة حلف شمال الأطلسي/ الناتو بعد أكثر من أربعة عقود من الغياب إثر قيام الرئيس شارل ديغول بسحب فرنسا من القيادة عام 1966 بحجة أن انتماءها للحلف يشكل خرقًا للسيادة الفرنسية.
  - الحكم على صاحب عبارة السلام 98 ممدوح إسماعيل بالسجن 7 سنوات وذلك لتسببه في القتل غير المتعمد لأكثر من 1,000 غريق في البحر الأحمر.
- 2010 - تنصيب سبيستيان بينيرا رئيسًا لتشيلي خلفًا لميشال باشيلي.
- 2011 - زلزال قوي قبالة السواحل اليابانية بقوة 8.9 درجة على مقياس درجة العزم أدى إلى هز مباني العاصمة طوكيو، وصدور تحذيرات من موجات تسونامي، وقد أدى الزلزال إلى حدوث تسرب نووي من مفاعل فوكوشيما.
- 2016 - اختتام مناورات رعد الشمال العسكرية في السعودية بحضور قادة 21 دولة عربية وإسلامية.
- 2017 - تفجيران أمام مقبرة باب الصغير في دمشق يؤديان إلى مقتل 44 شخصاً، بينهم 8 أطفال، وجرح 120 آخرين أغلبهم من الزوار العراقيين الشيعة. وقد أعلنت هيئة تحرير الشام مسؤوليتها عن التفجيرين.
- 2019 - الرئيس الجزائري عبد العزيز بوتفليقة يُعلن عُدُوله عن الترشُّح لِولايةٍ خامسة وإرجاء الانتخابات الرئاسيَّة التي كانت مُقرَّرة في 18 نيسان (أبريل) 2019 بعد أسبوعين من الاحتجاجات الشعبيَّة الرافضة لِترشُّحه.
- 2020 - منظمة الصحة العالمية تُصنِّف انتشار فيروس كورونا المستجد (كوفيد-19) بالوباء العالمي.
- 2023 - ثوران بركان جبل ميرابي على الحدود بين مقاطعتي جاوة الوسطى ويوجياكرتا في إندونيسيا.
- 2025 -  مقتل أكثر من 21 شخصًا في الهجوم والحصار الذي نفذته حركة الشباب على فندق في مدينة بلد وين بمحافظة هيران في الصومال.

## مواليد
- 1544 - توركواتو تاسو، شاعر إيطالي.
- 1811 - أوربان لوفيرييه، عالم فرنسي في علم الفلك.
- 1899 - فريدريك التاسع، ملك الدنمارك.
- 1916 - هارولد ويلسون، رئيس وزراء المملكة المتحدة.
- 1920 - نيكولاس بلومبرجن، عالم فيزياء هولندي حاصل على جائزة نوبل في الفيزياء عام 1981.
- 1929 - محمد قنديل، مغني مصري.
- 1932 - صلاح السقا، مخرج مسرحي مصري.
- 1941 - يوسف حنا، ممثل فلسطيني.
- 1945 - محمد متولي، ممثل مصري.
- 1953 - لاسزلو بولوني، لاعب ومدرب كرة قدم روماني.
- 1955 - نينا هاغن، مغنية ألمانية.
- 1958 - غازي مشعل عجيل الياور، رئيس العراق.
- 1961 - محمد بن زايد آل نهيان، ثاني رؤساء الإمارات العربية المتحدة.
- 1962 - حسام عرفات، سياسي وقانوني فلسطيني.
- 1966 - جو هاشم، لاعب بوكر أسترالي من أصل لبناني.
- 1969 - تيرينس هوارد، ممثل أمريكي.
- 1973 -
  - جيهان فاضل، ممثلة مصرية.
  - مارتن هيدن، لاعب كرة قدم نمساوي.
- 1978 -
  - ديدييه دروغبا، لاعب كرة قدم إيفواري.
  - ألبرتو لوكي، لاعب كرة قدم إسباني.
- 1980 - بول تشارنر، لاعب كرة قدم نمساوي.
- 1981 - ديفيد أندرز، ممثل أمريكي.
- 1982 - ثورا بيرتش، ممثلة أمريكية.
- 1990 - أيومي موريتا لاعبة كرة مضرب يابانية.
- 1991 -
  - جاك رودويل، لاعب كرة قدم إنجليزي.
  - ورود صوالحة، عدائة رياضية أولمبية فلسطينية.

## وفيات
- 1425 ق.م - تحتمس الثالث، سادس فراعنة الأسرة الثامنة عشر.
- 222 – إيل جبل، إمبراطور روماني.
- 638 – صفرونيوس، بطريرك بيت المقدس.
- 857 – القديس يولوجيوس، قديس إسباني.
- 1198 – كونتيسة شامبانيا ماري من فرنسا.
- 1486 – ناخب براندنبورغ ألبرشت آخيل.
- 1514 – دوناتو برامانتي، معماري إيطالي.
- 1820 – بنجامين ويست، رسام وأكاديمي أمريكي إنجليزي.
- 1870 – موشويشوي الأول، ملك ليسوتو.
- 1874 – تشارلز سومنر، محامي وسياسي أمريكي.
- 1898 – وليام روسكرانس، جنرال وسياسي أمريكي.
- 1907 – جان كازيمير بيرييه، وسادس رؤساء فرنسا.
- 1908 –
  - إدموندو دي أميجي، صحفي وكاتب إيطالي.
  - بنيامين وو، سياسي وناشط أمريكي.
- 1931 – فريدريك مورناو، مخرج ومنتج وكاتب سيناريو ألماني أمريكي.
- 1937 – جوزيف ستيف كولينان، رجل أعمال أمريكي مشارك في تأسيس تكساكو.
- 1949 – هنري جيرو، جنرال وسياسي فرنسي.
- 1955 – ألكسندر فلمنج، عالم أحياء وصيدلة ونبات اسكتلندي حاصل على جائزة نوبل.
- 1957 – ريتشارد إيفلين بيرد، أميرال ومستكشف أمريكي.
- 1958 – أوله كيرك كريستيانسن، رجل أعمال دنماركي أسس ليغو غروب.
- 1960 – روي تشابمان أندروز، عالم أحياء قديمة ومستكشف أمريكي.
- 1967 – جيرالدين فارار، ممثلة وسوبرانو أمريكية.
- 1969 – جون ويندهام، كاتب وجندي إنجليزي.
- 1971 –
  - فيلو فارنزوورث، مخترع أمريكي.
  - كيرلس السادس، بابا الكنيسة القبطية الأرثوذكسية.
  - ويتني يونغ، ناشطة أمريكية.
- 1978 – كلود فرانسوا، مغني وكاتب أغاني وراقص مصري فرنسي.
- 1989 – ماكلوي، محامي ومصرفي أمريكي.
- 1992 – ريتشارد بروكس، مخرج ومنتج وكاتب سيناريو أمريكي.
- 1996 – فينس إدواردز، مخرج وممثل أمريكي.
- 1997 - طلال شقدار، ممثل سعودي.
- 1999 – هربرت غاسبر، عالم نفس وتشريح وطب أعصاب كندي.
- 2002 - جيمس توبن، اقتصادي أمريكي حاصل على جائزة نوبل في العلوم الاقتصادية عام 1981.
- 2006 - سلوبودان ميلوشيفيتش، سياسي ومحامي صربي والرئيس الثالث لجمهورية يوغسلافيا الاتحادية.
- 2007 – بيتى هيوتون، ممثلة ومغنية أمريكية.
- 2010 – هانس فان ميرلو، صحفي وسياسي ونائب رئيس وزراء هولندا.
- 2015 –
  - والتر بوركرت، باحث وعالم فقه لغة ألماني.
  - عبد الرحمن رفيع، شاعر بحريني.
- 2016 –
  - يولاندا بالاش، لاعبة وثب عالي رومانية.
  - دورين ماسي، أكاديمي وجغرافي إنجليزي.
- 2017 - سالم بهوان، ممثل عُماني.
- 2018 - رجا سمرين، شاعر وأستاذ جامعي أردني فلسطيني.
- 2022 -
  - روبيا باندا، رئيس جمهورية زامبيا.
  - محمد سعيد بخيتان، سياسي وعسكري سوري.

## أعياد ومناسبات
- يوم تثبيت الاستقلال في لتوانيا.
- عيد الشباب في زامبيا.

## وصلات خارجية
- وكالة الأنباء القطريَّة: حدث في مثل هذا اليوم.
- النيويورك تايمز: حدث في مثل هذا اليوم.
- BBC: حدث في مثل هذا اليوم.